# ديبورا ميلمان
ديبورا جين ميلمان (بالإنجليزية: Deborah Mailman)‏ (مواليد 14 يوليو 1972) ممثلة تليفزيونية أسترالية. كانت أول ممثلة من السكان الأصليين تفوز بجائزة المعهد الأسترالي للسينما لأفضل ممثلة في دور رئيسي، واستمرت في الفوز بأربعة آخرين على حد سواء في التلفزيون والسينما. تُعرف الجوائز الآن باسم جوائزالأكاديمية الأسترالية لفنون السينما والتلفزيون. نالت ميلمان أول تقدير لفيلم "Radiance" لعام 1998، الذي فازت به لأول مرة بجائزة AFI

## روابط خارجية
- ديبورا ميلمان على موقع IMDb (الإنجليزية)
- ديبورا ميلمان على موقع روتن توميتوز (الإنجليزية)
- ديبورا ميلمان على موقع ألو سيني (الفرنسية)
- ديبورا ميلمان على موقع ميوزك برينز (الإنجليزية)
- ديبورا ميلمان على موقع أول موفي (الإنجليزية)
- ديبورا ميلمان على موقع قاعدة بيانات الفيلم (الإنجليزية)
- ديبورا ميلمان على موقع كينوبويسك (الروسية)